# گوتسو، شیمانه
گوتسو در استان شیمانه در کشور ژاپن واقع شده است  که دارای جمعیت ۲۶٬۹۵۸ نفر و مساحت ۲۶۸٫۵۱ کیلومتر مربع با تراکم جمعیت 100  نفر در کیلومترمربع است و در تاریخ ۱ آوریل ۱۹۵۴ به عنوان شهر شناخته شد.